# 박덕동
박덕동(朴德東, 1960년 4월 10일 ~ )은 대한민국 경기도의회 의원이다.

## 학력
- 동의대학교 중어중문학 학사

## 경력
- 박원순희망제작소 좋은시장학교 수료
- 민주당 전통문화진흥특별위원장
- (사)다문화센터 행복한이웃 상임이사
- 경기도교육청 교육자치위원회 복지위원
- 새정치민주연합 경기도당 광주시 지역위원회 부위원장
- 더불어민주당 경기도당 문화예술특별위원회 위원장
- 더불어민주당 경기도당 광주시 을 지역위원회 지방자치위원장
- 장우복지기업 대표
- 2018.07 ~ 2022.06: 제10대 경기도의회 의원

## 역대 선거 결과
|  | 46.65% |

|  | 48.76% |

|  | 49.84% |

|  | 67.26% |

|  | 49.27% |